# Krupa na Uni
Krupa na Uni (v srbské cyrilici Крупа на Уни) je název pro obec (opštinu), která se nachází v Bosně a Hercegovině. Administrativně je součástí Republiky srbské. Historicky vznikla po podepsání daytonské dohody v roce 1995 vyčleněním území, které získala Republika srbská z města Bosanska Krupa.
Součástí této opštiny jsou sídla Veliki Dubovik, Gornji Bušević, Donji Dubovik, Donji Petrovići, Mali Dubovik, Osredak, Otoka, Potkalinje, Srednji Bušević, Srednji Dubovik, Srednji Petrovići a Hašani. Územně i co do počtu obyvatel se jedná o jednu z nejmenších obcí na území Bosny. Většina obyvatel jsou Srbové. Při sčítání lidu v roce 2013 zde žilo 1 597 obyvatel. Z nich 1592 se deklarovali jako Srbové. Krupa na Uni je obec v Bosně s nejvyšším podílem srbského obyvatelstva (99,69%).